# 李建军诉佳动力案
李建军诉佳动力案全称李建军诉上海佳动力环保科技有限公司公司决议撤销纠纷案，是一起发生于中华人民共和国上海市的民事案件。在此案中，原告人李建军因认为其公司董事会决议不合事实而要求法院撤销此项决议。而终审法院在审查相关条款后判决此为公司内部事务，李建军因而败诉。这一案件涉及到国家司法审查的范围，被中华人民共和国最高人民法院列入第三批指导案例。

## 背景
被告人上海佳动力环保科技有限公司拥有三位股东，葛永乐、王泰胜以及原告人李建军，他们分别持有40%、14%、46%的股份。2009年7月18日，董事长葛永乐召集另外两位董事召开了一次董事会议。在会议中，葛永乐提出一项决议，以李建军私自动用公司资金炒股造成损失为由，提议免除他的总经理职位。这项决议得到了葛永乐、王泰胜及一名在场监事的签名。

## 案件审判
李建军对这一决议结果不服，他认为这项决议违反了公司及法律的相关规定，于2009年7月27日向上海市黄浦区人民法院提起诉讼，要求院方命令董事会撤销决议。在一审中，双方向法院提供了必要的证据。其中佳动力公司章程内规定：“董事会行使包括聘任或者解聘公司经理等职权；董事会须由三分之二以上的董事出席方才有效；董事会对所议事项作出的决定应由占全体股东三分之二以上的董事表决通过方才有效”；而李建军在证券公司进行过的800万元股票买卖，包括账户开立、资金投入及股票交易等系列行为，属于董事长葛永乐同意后委托李建军代表佳动力公司所做的。法院基于上述事实，认为撤销这项决议本身的主旨在于维护主张撤销权人合法利益，而尽管李建军被撤销总经理一职是符合公司程序的，但是缺乏事实及法律依据。2010年2月5日，法院判决要求佳动力公司董事会撤销原有决议。
佳动力公司对一审判决不服，依据《中华人民共和国公司法》第二十二条的相关规定认为法院在这种情况下不应介入公司事务，于一审判决后随即上诉至上海市第二中级人民法院。
在《公司法》第二十二条中规定，如下几种情况可撤销董事会决议：
1. 召集程序违反法律、行政法规或公司章程。
2. 表决方式违反法律、行政法规或公司章程。
3. 决议内容违反公司章程。

二审法院对此案进行了重新审理，法院认为，佳动力公司规定中董事会有权解聘李建军的总经理一职，且程序符合公司章程。法院指出，在决议产生过程中，决议内容的相关事由与符合公司章程无关也不违反相应规定。在法理上，法院支持公司自治，原则上不介入其内部事务。因此，法院最终认定佳动力公司董事会可以行使相关权力，其决议理由不需要受到司法审查。2010年6月4日，终审判决撤回一审判决，驳回李建军的诉讼请求。

## 案例分析
此案的争议点在于法院依法对公司内部进行司法审查的范围，案中为董事会决议内容的事实问题。最高院认为，公司的决议在原则上不进行司法干预，只有当决议出现公司法第二十二条索规定的违法事由时，才能进行进一步审查。此案的判决中，主要基于三项旨趣：强调公司自治、尊重公司规章制度、符合公司内部关系的法律性质。最高院认为，尽管对第三项中相对关系的解释在学界内有争议，现行法律规定若公司章程没有明确规定，则法院不需要审查人事任免事由。

## 后续影响
这起案件于2012年9月18日由最高院审判委员会列为最高人民法院第三批指导性案例第10号。它作为参考案例也被编入相关教科书中，用于辨析公司内部决策层决议的法律效应和相应司法介入程度。